# Sua Majestade Ortodoxa

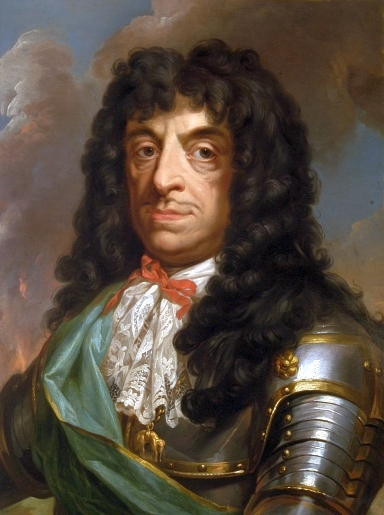
João II Casimir Vasa foi o primeiro governante polonês a deter o título Rex Ortodoxo

Sua Majestade Ortodoxa (abreviação: S.M.O.) – um título honorário dos reis da Polônia.
O título foi dado em 1661 pelo Papa Alexandre VII ao Rei João II Casimiro e aos seus sucessores no trono polaco. A concessão do título foi um ato de aprovação da Santa Sé para a expulsão dos seguidores do Socinianismo da Comunidade Polaco-Lituana em 1658. O título não pegou porque o ortodoxo às vezes era erroneamente interpretado como ortodoxo . O último governante que ocasionalmente usou o título Rex Ortodoxo foi João III Sobieski, que em 1684 recebeu o título de Defensor da Fé do Papa Inocêncio XI.